# Orchestre symphonique de Birmingham
L'Orchestre symphonique de Birmingham (en anglais City of Birmingham Symphony Orchestra - CBSO) est un orchestre symphonique britannique basé à Birmingham.

## Histoire
Fondé en 1920, sous le nom de City of Birmingham Orchestra, le premier concert officiel est dirigé par Edward Elgar en novembre de la même année.
L'orchestre devient professionnel en 1944, puis adopte son nom actuel en 1948. La phalange acquiert une réputation internationale grâce à Simon Rattle, qui en devient à 25 ans le directeur musical en 1980. Ses enregistrements des symphonies de Jean Sibelius et Gustav Mahler sont acclamés et l'orchestre multiplie les tournées internationales. En 1991, l'orchestre quitte le Birmingham Town Hall pour le Symphony Hall.
De 1998 à 2008, le finlandais Sakari Oramo succède à Simon Rattle, nommé à la  tête de l'Orchestre philharmonique de Berlin. Il est remplacé par Andris Nelsons jusqu'en 2015. À partir de 2016, la directrice musicale de l'orchestre est Mirga Gražinytė-Tyla,.
En 2021, Kazuki Yamada est nommé chef d'orchestre principal et conseiller artistique de la formation afin de succéder à Gražinytė-Tyla à compter du 1er avril 2023, pour une durée de quatre ans et demi.

## Chefs permanents
À la tête de l'orchestre, se sont succédé :
- Appleby Matthews (en) (1920–1924)
- Adrian Boult (1924–1930)
- Leslie Heward (1930–1943)
- George Weldon (en) (1944–1951)
- Rudolf Schwarz (1951–1957)
- Andrzej Panufnik (1957–1959)
- Adrian Boult (1959–1960)
- Hugo Rignold (en) (1960–1968)
- Louis Frémaux (1969–1978)
- Simon Rattle (1980–1998)
- Sakari Oramo (1998–2008)
- Andris Nelsons (2008-2015)
- Mirga Gražinytė-Tyla (2016-2022)
- Kazuki Yamada (depuis 2023)

## Commandes
Parmi les commandes passées par l'Orchestre symphonique de Birmingham à des compositeurs, figurent des œuvres de Don Banks (Divisions for Orchestra, 1965), Richard Rodney Bennett (Concerto pour piano, 1968 ; Concerto pour violon, 1976), Lennox Berkeley (Symphonie no 2, 1959), Arthur Bliss (Meditations on a Theme of John Blow, 1955), Peter Racine Fricker (Symphonie no 4, 1967), Alexander Goehr (Eve Dreams in Paradise, 1989), Alun Hoddinott (Concerto pour violon, 1961), Robin Holloway (Seascape and Harvest, 1986), John McCabe (Symphonie no 2, 1971), Roger Marsh (Still, 1981, pour le 60e anniversaire de l'orchestre), Tristan Murail (Time and Again, 1986), Thea Musgrave (Concerto pour orchestre, 1968), Andrzej Panufnik (Concerto pour piano, 1952), Alan Rawsthorne (Symphonie no 2, 1959), Edmund Rubbra (Symphonie no 7, 1957), Humphrey Searle (Symphonie no 4, 1962 ; Labyrinth, 1971), John Tavener (Palintropos, 1979), Michael Tippett (Concerto pour piano, 1956), Mark-Anthony Turnage (Three Screaming Popes, 1989 ; Momentum, 1991 ; Leaving, 1992 ; Drowned Out, 1993).

## Créations
L'orchestre est également le créateur de plusieurs œuvres, de John Adams (Lollapalooza, 1996), Thomas Adès (Asyla, 1997), Julian Anderson (Symphonie, 2003), Benjamin Britten (Suite « Gloriana », 1954 ; War Requiem, 1962 ; An American Overture, 1983), Hans Gál (Symphonie no 3, 1952), Anthony Gilbert (en) (Certain Lights Reflecting, 1989), Alexander Goehr (Eve Dreams in Paradise, 1989), Sofia Goubaïdoulina (Zeitgestalten, 1994), Hans Werner Henze (A Tempest, 2000 ; Symphonie no 10, 2002), Robin Holloway (Clarissa Symphony, 1982 ; The Spacious Firmament, 1992), Gordon Jacob (Sinfonietta, 1942), Nicola LeFanu (Columbia Falls, 1975), Magnus Lindberg (Gran Duo, 2000), Jonathan Lloyd (en) (Symphonie no 1, 1989), John McCabe (Notturni ed Alba, 1970 ; Symphonie no 2,  1971), James MacMillan (Gloria, 2012), Colin Matthews (Concerto pour violon, 2009), Isabel Mundry (Gefaltete Zeit, 2003), Toru Takemitsu (Vers l'arc-en-ciel, Palma, 1984 ; My Way of Life, 1990), Mark-Anthony Turnage (Four-Horned Fandango, commande de EMI Records pour son centenaire, 1997), Erkki-Sven Tüür (Exodus, 1999), Judith Weir (Forest, 1995), Egon Wellesz (Symphonie no 7, 1968), notamment.